# Wahlkreis Fiume
Der Wahlkreis Fiume war ein Wahlkreis in der Stadt Fiume mit Gebiet für die Wahlen des Abgeordnetenhauses im Ungarischen Reichstag (bis 1867 Landtag genannt).

## Beschreibung
Der Wahlkreis war der einzige in der an der Adria gelegenen Verwaltungseinheit Ungarns und umfasste neben dem Hauptort Fiume auch die drei Gemeinden Cosala, Drenova und Plasse. Im Ersten Weltkrieg wurde Fiume 1918 von Italien besetzt. Im Vertrag von Trianon musste Ungarn die Verwaltungseinheit 1920 abtreten. Der Wahlkreis wurde in der Folge aufgelöst.

## Abgeordnete
Folgende Abgeordnete wurden bei den Wahlen im Wahlkreis Fiume gewählt:
| Name | Partei                                          | Wahl   | Amtszeit                              |
| --- | ----------------------------------------------- | ------ | ------------------------------------- |
| Giuseppe Susanni | –                                               | 1848   | 18. Juli 1848 – 13. März 1849         |
| Ákos Radich | Deák Párt (Deák-Partei)                         | 1865   | 6. Juni 1867 1 – 9. Dezember 1868     |
| Giovanni de Ciotta | Deák Párt (Deák-Partei)                         | 1869   | 22. April 1869 – 15. April 1872       |
| Giovanni de Ciotta | Deák Párt (Deák-Partei)                         | 1872   | 15. Januar – 9. Dezember 1872 2       |
| József Zichy | Deák Párt (Deák-Partei)                         | 1872 3 | 15. Januar 1873 – 24. Mai 1875        |
| Aloisio Peretti | Szabadelvű Párt (Liberale Partei)               | 1875   | 30. August 1875 – 9. Mai 1878 4       |
| Kálmán Tisza | Szabadelvű Párt (Liberale Partei)               | 1878   | 19. Oktober 1878 – 28. Oktober 1878 5 |
| János Csernátony | Szabadelvű Párt (Liberale Partei)               | 1878 3 | 22. November 1878 – 1. Juni 1881      |
| János Csernátony | Szabadelvű Párt (Liberale Partei)               | 1881   | 26. September 1881 – 19. Mai 1884     |
| János Csernátony | Szabadelvű Párt (Liberale Partei)               | 1884   | 27. September 1884 – 25. Mai 1887     |
| János Csernátony | Szabadelvű Párt (Liberale Partei)               | 1887   | 28. September 1887 – 4. Januar 1892   |
| Tivadar Batthyány | Szabadelvű Párt (Liberale Partei)               | 1892   | 20. Februar 1892 – 3. Oktober 1896    |
| Tivadar Batthyány | Szabadelvű Párt (Liberale Partei)               | 1896   | 25. November 1896 – 5. September 1901 |
| Lajos Batthyány | Szabadelvű Párt (Liberale Partei)               | 1901   | 26. Oktober 1901 – 3. Januar 1905     |
| Riccardo Zanella | unabhängig                                      | 1905   | 17. Februar 1905 – 19. Februar 1906   |
| Riccardo Zanella | Alkotmánypárt (Verfassungspartei)               | 1906   | 21. Mai 1906 – 21. März 1910          |
| Mihály Mayländer | Nemzeti Munkapárt (Nationale Partei der Arbeit) | 1910   | 23. Juni 1910 – 8. Februar 1911 (†)   |
| Antonio Vio | Nemzeti Munkapárt (Nationale Partei der Arbeit) | 1911 3 | 11. März 1911 – 30. November 1915 2   |
| András Ossionack | Nemzeti Munkapárt (Nationale Partei der Arbeit) | 1915 3 | 30. Oktober 1915 – 16. November 1918  |
| 1 Fiume erst seit dem Österreichisch-Ungarischen Ausgleich 1867 erneut von Ungarn verwaltet 2 Mandat aufgrund der Wahl zum Podestà (Bürgermeister) von Fiume abgelegt 3 Nachwahl 4 Mandat vorzeitig abgelegt 5 Mandat zugunsten von Sepsiszentgyörgy (Komitat Háromszék) abgelegt |                                                 |        |                                       |